# Papa Innocenzo VIII
Innocenzo VIII, in latino Innocentius PP. VIII, nato Giovanni Battista Cybo de Mari (Genova, 1432 – Roma, 25 luglio 1492), è stato il 213º papa della Chiesa cattolica dal 1484 alla morte.

## Biografia

### La vita a Napoli alla corte del re
Giovanni Battista Cybo nacque a Genova, figlio di Arano Cybo, senatore della Repubblica di Genova (poi viceré di Napoli), e di Teodorina de' Mari, d'illustre casata genovese. Dopo essere stato nominato, nel 1455 da papa Callisto III, senatore di Roma (carica all'epoca monocratica), il padre fu nominato viceré del Regno di Napoli, un'altissima carica dello Stato, e si trasferì quindi nella sua capitale. Qui Giovanni Battista ricevette vari incarichi, conoscendo i piaceri della vita mondana e, nel corso degli anni, divenne padre di sette figli, di cui due furono legalmente riconosciuti (pur non sposando la madre, che resta ignota): Franceschetto (1449-1519) e Teodorina (1455-1508). Gli altri cinque figli vennero fatti passare per suoi nipoti ed entrarono ugualmente a corte.

### La conversione e la carriera ecclesiastica
Per volere paterno Giovanni Battista si trasferì successivamente a Padova e a Roma, dove proseguì gli studi; nel 1457, alla morte di Arano, abbracciò lo stato clericale, trasferendosi ben presto nella corte papale di Roma ed entrando al servizio del cardinale Filippo Calandrini che lo aiutò molto nel suo percorso religioso. Guadagnatasi la fiducia di papa Paolo II, ottenne da lui diversi incarichi, tra cui la promozione a vescovo di Savona il 5 novembre 1466. Sei anni dopo dovette lasciare la Liguria: a causa di dissidi con gli Sforza, che detenevano il controllo della regione, il 16 settembre 1472 fu trasferito da papa Sisto IV nella diocesi di Molfetta e qui divenne una figura popolare, poiché per tutta la durata dell'incarico risiedette stabilmente nella diocesi, cosa rara all'epoca, divenuta prassi solo dopo il Concilio di Trento. Il temperamento calmo e l'affidabilità favorirono il Cybo nel suo avanzamento di carriera nella Curia pontificia; nel concistoro celebrato da Sisto IV il 7 maggio 1473, su proposta di Giuliano della Rovere, fu nominato cardinale presbitero, ottenendo prima il titolo di Santa Balbina e, nel gennaio del 1474, quello di Santa Cecilia.

### L'elezione al Soglio
Papa Sisto IV morì il 12 agosto 1484 e il 26 agosto si aprì il conclave. I due protagonisti furono i cardinali Giuliano della Rovere e Rodrigo Borgia, a capo delle due fazioni che si contesero l'elezione al Soglio. Tre giorni dopo uscì eletto invece Giovanni Battista Cybo. L'esito inaspettato derivò dal fatto che nessuno dei due esponenti fu in grado di far prevalere la propria candidatura su quella del rivale. Infatti il della Rovere era allora ancora troppo giovane (aveva 41 anni), mentre il Borgia non aveva dalla sua parte un numero sufficiente di elettori. Come già successo in precedenza, i cardinali elettori, per uscire dalla situazione di stallo, scelsero un "papa di transizione", un uomo debole per natura, perciò sensibile alla loro influenza. Il cardinale Cybo corrispose pienamente a tali requisiti e, in questo senso, non deluse le speranze dei suoi elettori. L'elezione di Innocenzo VIII fu il frutto dell'influenza del cardinale della Rovere. Al momento dell'ascesa al Soglio aveva solo 52 anni, quindi non era anziano, ma la sua salute cagionevole non prometteva un pontificato lungo. L'ambasciatore fiorentino lo giudicò un uomo atto più a essere consigliato che a consigliare. Nondimeno il nuovo pontefice possedeva una propria visione delle cose, pur difettandogli certamente l'attitudine al comando.

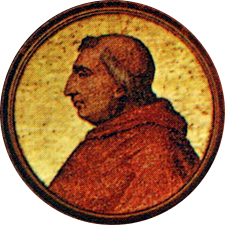
Mosaico di papa Innocenzo VIII nella Basilica di San Paolo fuori le mura

Il 12 settembre Giovanni Battista Cybo fu incoronato in San Pietro. Scelse il nome di Innocenzo VIII in memoria di un altro papa genovese, Innocenzo IV (1243-1254), riprendendo così una successione rimasta in sospeso dai tempi dello Scisma d'Occidente. Innocenzo VIII fu il primo papa per la cui elezione è documentato l'utilizzo della formula Habemus Papam; è tuttavia probabile che essa fosse tradizionalmente usata anche prima, ma è solo a partire dal suo pontificato che tale formula viene attestata e canonizzata.

### Governo della Chiesa

#### La riorganizzazione della Curia

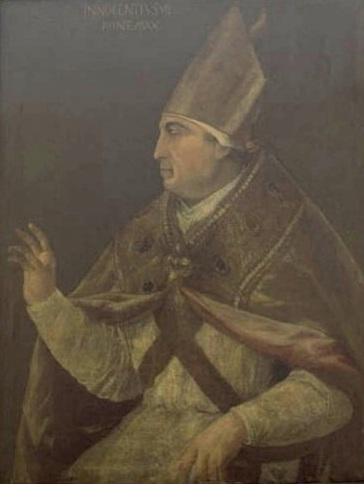
Papa Innocenzo VIII

Come i suoi predecessori, Innocenzo VIII favorì la propria famiglia, ma nei primi cinque anni del suo pontificato non nominò nessuno dei suoi parenti cardinale. Confermò nel suo incarico di consigliere principale della Curia Giuliano della Rovere (al quale, in fin dei conti, doveva il cardinalato e il pontificato). Anche Rodrigo Borgia, il rivale del della Rovere, fu confermato in Curia come vicecancelliere (una sorta di primo ministro). Innocenzo VIII trascorse il pontificato minacciato da problemi di salute, fu quindi obbligato a fidarsi dei suoi principali consiglieri e a delegare loro molte scelte. Anche quando nominò cardinale suo nipote Lorenzo Cybo de Mari, non tolse ai suoi due consiglieri principali alcuna funzione per conferirla al parente.
Il nuovo pontefice ereditò una situazione finanziaria pesantemente in deficit: il debito ammontava a 250 000 ducati.

Innocenzo non si perse d'animo e innanzitutto impegnò la propria tiara e parte del tesoro presso una banca romana. La mala gestione delle finanze pontificie da parte di Sisto IV spinse papa Innocenzo a rivedere la struttura della Curia Romana. Tale riorganizzazione, più che dettata dal buon senso, fu animata anche dalla volontà di lucrare sui nuovi uffici creati appositamente dietro un lauto pagamento:
(Claudio Rendina, I Papi, p. 595)

#### La bollaSummis desiderantes

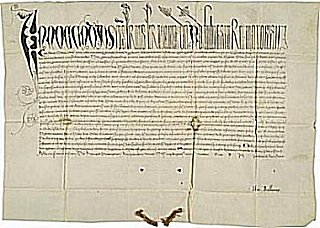
Bolla Summi desiderantes affectibus firmata dal pontefice

Il 5 dicembre 1484, in risposta alle esortazioni del tedesco Enrico Kramer, detto Institore, papa Innocenzo VIII emanò la famosa bolla pontificia Summis desiderantes. Indirizzata agli inquisitori Enrico Kramer e Giovanni Sprenger, domenicani, la bolla confermava la procura ad agire nei territori sotto la giurisdizione delle Chiese di Brema, Colonia, Magonza, Treviri e Salisburgo verso tutte le persone sospettate di essere in combutta con il diavolo, di praticare la stregoneria e di fare malefici alle persone e alle cose. Il documento divenne la causa di molti processi istituiti dall'Inquisizione nei paesi dell'Europa cristiana.
Contrariamente all'importanza che le è stata assegnata dagli storici, la bolla di Innocenzo VIII non scatenò nessuna caccia alle streghe. Il suo contenuto non è fondamentalmente diverso dalle decine di documenti simili regolarmente emessi dai papi che lo precedettero. Innanzitutto, la bolla non ebbe un carattere dogmatico. Inoltre, non parlava di bruciare le streghe sul rogo. Al contrario, richiese ai due inquisitori, nei confronti delle persone colpevoli dei crimini descritti, di "imprigionarli e confiscare i loro beni". L'importanza della Summis desiderantes affectibus sta piuttosto nel fatto che si trattò di una delle prime bolle papali data alle stampe, cosicché il suo bacino di utenza fu molto ampio. Uno dei destinatari della bolla, l'inquisitore Enrico Kramer, la allegò alla sua opera Malleus Maleficarum ("Il Martello delle streghe"), approvata il 9 maggio 1487 dalla Facoltà di Teologia dell'Università di Colonia) e la riprodusse anche nelle edizioni successive.
Innocenzo VIII continuò l'ambigua politica di Sisto IV nei confronti dell'Inquisizione spagnola. Protestò contro i suoi abusi, ma non prese nessuna misura concreta per fermarli. Nel 1487 approvò la nomina a Grande Inquisitore di Tomás de Torquemada.

#### La Crociata contro i Valdesi
Innocenzo bandì inoltre una crociata contro i Valdesi, comunità cristiana non cattolica che abitava numerose valli delle Alpi occidentali. Il pontefice offrì l'indulgenza plenaria a tutti coloro i quali vi si fossero impegnati. A questo scopo, il 27 aprile 1487 emise una bolla con la quale nominò legato Alberto Cataneo, arcidiacono di Cremona perché intervenisse presso Carlo VIII re di Francia e Carlo I duca di Savoia per convincerli ad approntare una spedizione armata. Se nella regione francese del Delfinato i Valdesi furono cacciati dalle truppe francesi, la debolezza del Ducato di Savoia non permise alle forze piemontesi di sradicare le comunità valdesi, che rimasero prospere fino alla persecuzione bandita da Emanuele Filiberto nella seconda metà del XVI secolo.

#### La condanna di Pico della Mirandola
Innocenzo VIII perseguitò non solo presunte streghe ed eretici, ma anche proposizioni filosofiche. Il pontefice attaccò con veemenza la philosophia del modenese Giovanni Pico della Mirandola (1463-1494), uno dei più celebri filosofi umanisti, propugnatore di una filosofia che si basava sull'acquisizione del sapere cristiano, pagano e della Cabala ebraica, che fece confluire nelle Conclusiones philosophicae, cabalisticae et theologicae. Nel 1487 Innocenzo VIII proibì, con la minaccia di severe censure ecclesiastiche, la lettura delle 900 proposizioni; il libro stesso che le conteneva fu bruciato e Pico, benché fosse fuggito in Francia per non cadere nelle mani dell'Inquisizione, fu catturato in quel Paese e rinchiuso nel castello di Vincennes nel 1488. Fu liberato su intervento di Lorenzo il Magnifico.

### Relazioni con i monarchi cristiani
Mentre nell'Europa balcanica il pontefice non riuscì a fare passi avanti nei confronti dei musulmani, Innocenzo VIII accolse con gratitudine la notizia, proveniente dalla Spagna, della caduta di Granada, il 2 gennaio 1492, avvenuta per merito di Ferdinando II d'Aragona e Isabella di Castiglia. La caduta dell'ultimo possedimento musulmano nella penisola iberica venne celebrata a Roma con grandi festeggiamenti e fece guadagnare ai re di Spagna e ai loro successori il titolo di "Maestà Cattolica". Le manifestazioni di gioia furono accompagnate dai festeggiamenti del Carnevale, resi splendidi grazie al gusto artistico del cardinale Raffaele Riario.
Nel 1486, Enrico VII Tudor fu dichiarato detentore di diritto della corona inglese per diritto di conquista, ereditarietà e scelta popolare.

### Relazioni con gli Stati italiani

#### La guerra contro Napoli (1485-1486)
Ferrante d'Aragona cercò di usare il suo potere militare per troncare il vincolo feudale che legava il Regno di Napoli alla Santa Sede. Nel giugno 1485 rifiutò di consegnare le 8 000 once d'oro previste nella cerimonia della chinea e organizzò l'invasione del Lazio. Innocenzo VIII, consigliato dal cardinale Giuliano della Rovere, offrì la sua protezione ai baroni napoletani fedeli agli Angioini. Inoltre ricevette il sostegno delle Repubbliche di Genova, di Venezia e della Francia, la quale sperava di riconquistare il trono di Napoli, già degli Angioini (1282 - 1442). Successivamente il papa convocò a Roma il condottiero Roberto Sanseverino e lo mise a capo del suo esercito (10 novembre 1485).
Ferrante, alleato di Firenze e di Milano, rispose con l'assunzione degli Orsini al proprio servizio in qualità di condottieri. Nell'inverno 1485 l'armata napoletana, guidata da Alfonso d'Aragona, figlio di Ferrante, e rafforzata dalle truppe di Virginio Orsini, penetrò nel Lazio dai monti Sabini, ma non riuscì a raggiungere l'Urbe a causa della resistenza dell'esercito pontificio. Il Sanseverino ordinò il contrattacco (gennaio 1486) costringendo Alfonso d'Aragona a riparare a Pitigliano, un possedimento degli Orsini nella Toscana meridionale. Lo stallo durò fino ai primi di maggio. Poi la fortuna girò a favore dei napoletani. Essi si riorganizzarono e sconfissero il Sanseverino a Montorio (60 km da Roma). Il Papa, passati tre mesi, capì che le prospettive di vittoria erano svanite e iniziò a preparare la pace. Scelse il cardinale Giovanni Michiel per condurre le trattative con i napoletani, che portarono al Trattato dell'11 agosto 1486. Il Ducato di Milano e la Repubblica di Firenze figurarono come garanti della sua osservanza. Il cardinale della Rovere, fautore reale della guerra contro Napoli, perse la fiducia del pontefice, che decise di non avvalersi più della sua collaborazione [...].
Le condizioni furono comunque favorevoli per la Santa Sede: il Re di Napoli s'impegnava a riconoscere la sovranità feudale del papa, a cui avrebbe pagato il censo annuo più gli arretrati. La pace fu sancita dal matrimonio tra la nipote del Papa, Peretta Cybo Usodimare (figlia di Teodorina e Gherardo Usodimare, tesoriere pontificio) con il nipote del re di Napoli, Alfonso I del Carretto, marchese di Finale e di Noli. Le nozze furono celebrate a Roma il 16 novembre 1488.
Nella primavera dell'anno successivo (maggio 1487), però, Ferrante dichiarò invalido il trattato di pace. Giunta nuovamente la data del 29 giugno, il re di Napoli dichiarò che non avrebbe corrisposto il censo annuo. Inoltre occupò la città dell'Aquila e il suo territorio. Da Milano e da Firenze non giunse nessuna reazione: il papa capì che non aveva alleati in Italia.
Cercando nuove intese sullo scacchiere italiano, Innocenzo VIII trovò un valente interlocutore in Lorenzo de' Medici, signore di Firenze e alleato del re di Napoli. L'intesa fu sancita dal matrimonio tra Franceschetto Cibo, figlio naturale del papa, e Maddalena de' Medici (figlia di Lorenzo), che fu celebrato il 20 gennaio 1488. Furono stabilite relazioni ufficiali anche con un altro alleato del Regno di Napoli, il Ducato di Milano. L'alleanza fu messa alla prova nel 1487, quando Milano, con le proprie truppe, contribuì a sedare una rivolta scoppiata a Osimo, nella Marca Anconitana. A Napoli Ferrante I non esitò a reprimere i baroni ribelli. Contrariamente alle promesse di amnistia, furono tutti proditoriamente assassinati.

#### L'amicizia con Lorenzo il Magnifico
Dal 1486 al 1492, Innocenzo trovò un interlocutore nel più grande statista italiano dell'epoca, Lorenzo il Magnifico. Questi, considerando la poca attitudine di Innocenzo negli affari politici, sperava di poterlo usare per promuovere la propria famiglia e, d'altro canto, evitare nuove guerre sul suolo italiano. Dal primo punto di vista, la politica familiare del Medici si rivelò un successo: Maddalena de' Medici si sposò con Franceschetto Cybo, figlio illegittimo del Papa, il 20 gennaio 1488 in Vaticano; inoltre Innocenzo promise la nomina a cardinale di un membro della famiglia Medici. Fu scelto il tredicenne Giovanni de' Medici, figlio di Lorenzo, che effettivamente ricevette la porpora cardinalizia il 9 marzo 1489. Sostanzialmente, il ruolo di primo consigliere del Papa passò da Giuliano della Rovere a Lorenzo de' Medici.

#### La seconda guerra contro Napoli (1489-1492)
Nel 1487 e nel 1488 il re di Napoli non aveva corrisposto alla Sede apostolica le 8 000 once d'oro in ottemperanza al patto di vassallaggio che legava Napoli a Roma. La dichiarazione d'insolvenza di re Ferdinando rischiava di produrre conseguenze penali: alla terza reiterazione consecutiva per lo stesso reato, che sarebbe caduta il 29 giugno 1489, il tribunale apostolico avrebbe potuto infliggere la scomunica al sovrano aragonese, cui sarebbe necessariamente seguita la privazione del trono. Il 29 giugno 1489 passò senza che Ferdinando I ottemperasse ai suoi obblighi. Il pontefice fece trascorrere qualche mese e, l'11 settembre convocò un concistoro pubblico che si concluse con la condanna di Ferdinando. Il sovrano aragonese venne privato della Corona napoletana, che era da ritenersi devoluta alla Sede apostolica. Innocenzo VIII sapeva che, in realtà, la questione sarebbe stata definitivamente risolta solo con le armi. Per questo non aveva scomunicato il sovrano (per evitare una reazione improvvisa ed eccessiva da parte sua), ma, al contempo, aveva cominciato a prendere contatti con il re di Francia, scavalcando gli Angiò che non si erano dimostrati affidabili. In settembre fece pervenire un messaggio a Carlo VIII in cui gli chiedeva di scendere in Italia per emulare le gesta dei suoi illustri antenati. Ma il re di Francia non si mosse, spiegando di essere impegnato in alcuni conflitti interni.
Forte della sua superiorità militare, il re di Napoli avviò una politica d'interferenza nelle questioni interne dello Stato della Chiesa, sollevando varie città, tra cui Camerino, e aizzando gli Orsini contro il Papa. In più, minacciò il papa di essere pronto in qualsiasi momento a portare il proprio esercito sotto le mura di Roma. Il suo intento era di provocare uno stato di guerra in tutto il Lazio al fine di spingere il pontefice alla resa. Innocenzo VIII dapprima si rivolse a Venezia, Milano e Firenze, ma, non trovando aiuto, decise di rispondere al re di Napoli con uguale inflessibilità: minacciò Ferrante di scomunica e di lanciare un interdetto su tutto il Regno. Non poté attuare il suo proposito perché durante l'autunno-inverno 1490-1491 fu colpito da una malattia che lo costrinse a letto. Il 29 giugno 1491, puntualmente, l'ambasciatore di Napoli consegnò al pontefice la chinea senza il denaro, mentre in varie città dello Stato aumentarono i segnali di insofferenza verso l'autorità pontificia.
Innocenzo VIII riuscì ancora una volta a evitare l'invasione dello Stato della Chiesa avviando trattative dirette con il re di Napoli. Ferdinando I acconsentì a versare alla Camera Apostolica 36 000 ducati per saldare tutto l'arretrato; in cambio ottenne la sostituzione dell'obolo annuale con il mantenimento di un contingente di truppe e di navi in difesa della Sede apostolica. Il nuovo trattato di pace tra Roma e Napoli venne annunciato nel concistoro del 27 gennaio 1492 e ratificato il 7 febbraio. L'accordo fu sigillato, anche questa volta, da un matrimonio: un nipote di re Ferdinando, don Luigi d'Aragona, marchese di Gerace, si sposò con Battistina Usodimare, nipote del papa. Le nozze si tennero il 3 giugno. Nello stesso giorno fu proclamato l'atto di legittimazione della dinastia Aragonese sul trono di Napoli. L'erede al trono, Ferrandino principe di Capua, ricevette l'investitura pontificia del Regno.

### Relazioni con il sultano turco
In conformità con gli impegni assunti in occasione dell'elezione al Soglio di Pietro, Innocenzo VIII cercò di riprendere gli sforzi per organizzare una crociata contro i turchi ottomani. Nei primi anni di pontificato, il conflitto col Regno di Napoli impedì, di fatto, al pontefice di dare corso al proposito. Successivamente intervenne un fatto nuovo che portò Innocenzo VIII ad avviare una trattativa con il sultano turco.
Alla morte di Maometto II (1481) la successione al trono fu contesa tra i due figli maschi: Bayezid II, il maggiore e poi nuovo sultano, e Şehzade Cem, il secondogenito. Cem sfidò il fratello maggiore in battaglia, ma fu sconfitto (20 giugno). Per non essere ucciso si consegnò ai Cavalieri di Rodi, sperando di allearsi con essi contro suo fratello. Ma i Cavalieri conclusero un accordo con il sultano a buone condizioni: Cem fu tenuto lontano da Costantinopoli, in cambio il nuovo sultano s'impegnò a pagare ai Cavalieri una rendita annua per la sua custodia. Il Gran Maestro dell'ordine religioso cavalleresco, il cardinale francese Pierre d'Aubusson, trasferì il principe in Francia (1482); Cem fu tenuto prigioniero dapprima nel castello di Rochechinard (Delfinato), poi in quello di Bourganeuf nel Limosino. Nel 1488, dopo sei anni di detenzione in Francia, Cem fu consegnato a Innocenzo VIII, che voleva utilizzarlo nell'ambito del suo progetto di crociata contro gli ottomani.
Il 13 marzo 1489 Cem giunse a Roma. Innocenzo VIII convocò un congresso di monarchi cristiani (1490) per indire una crociata. I sovrani europei mandarono i propri rappresentanti a Roma, ma non venne presa nessuna decisione, poiché essi si rifiutarono di impegnarsi. In questa situazione, il Papa raggiunse un accordo personale con Bayezid II, costringendo il sultano turco a negoziare la detenzione del suo rivale al trono. In cambio del pagamento di 40 000 ducati all'anno in oro, il Papa promise di detenere Cem in stretto confino nel Palazzo Apostolico. In segno di riconoscenza, il sultano inviò una preziosa reliquia a Roma: un frammento della punta di lancia che aveva trafitto il costato di Gesù sulla Croce, la Sacra Lancia. Innocenzo VIII fu il primo papa a stringere rapporti con il sultano dell'Impero ottomano.
Il papa chiese a Cem di convertirsi al cristianesimo, ma ricevette un rifiuto. Tuttavia il principe ottomano fu utile ai disegni politici di Innocenzo, poiché questi minacciava di liberarlo ogni volta che Bayezid progettava una campagna militare contro gli Stati cristiani dei Balcani.

### Governo dello Stato Pontificio

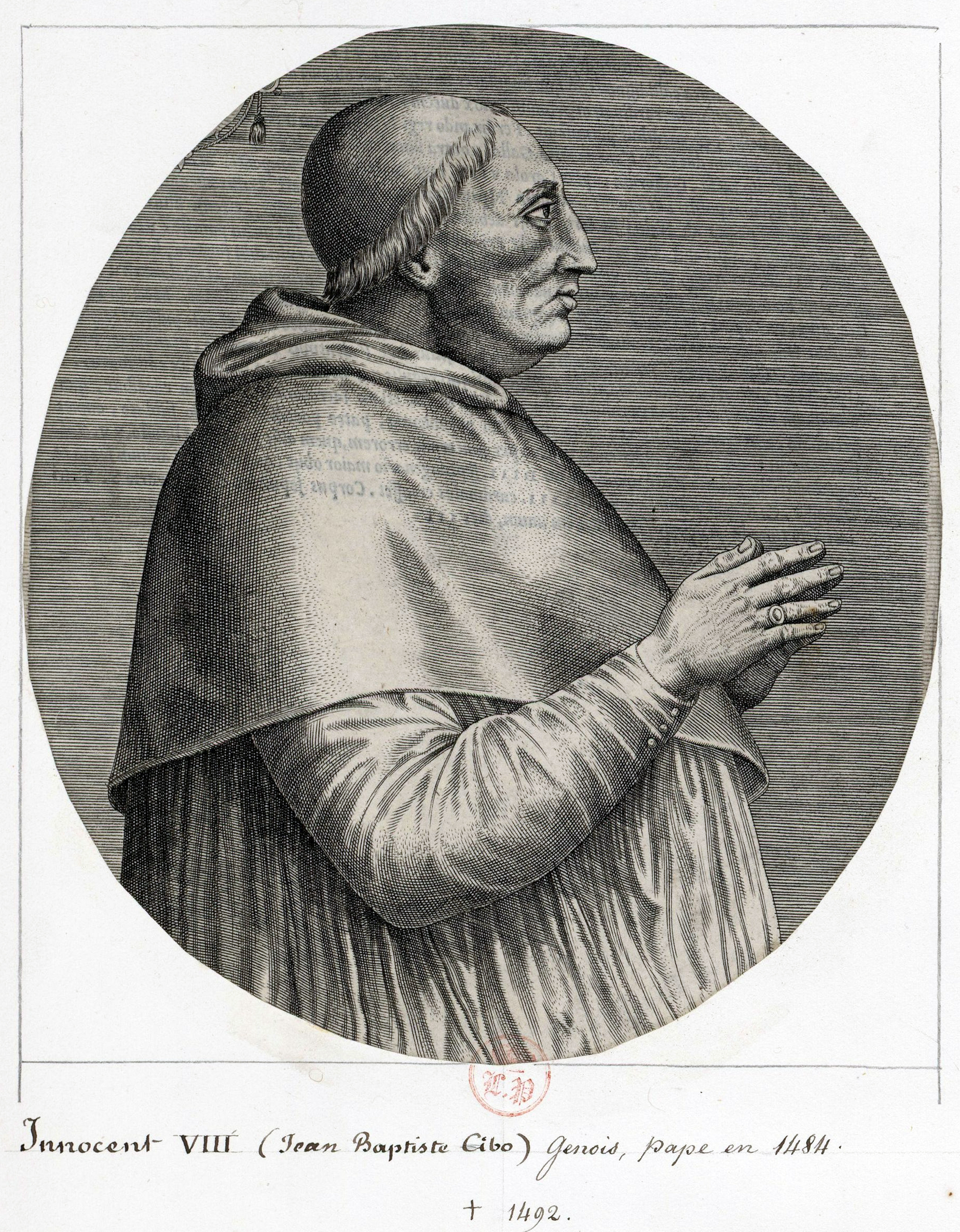
Ritratto di Innocenzo VIII, incisione del XVIII secolo

L'indecisione e la titubanza di Innocenzo non giovarono alla sicurezza interna degli Stati Pontifici. Un anno particolarmente critico fu il 1488. In aprile Ancona fu conquistata temporaneamente dal re d'Ungheria Mattia Corvino. Oltre alle aggressioni dall'esterno, non mancarono i conflitti interni: il signore di Forlì, Girolamo Riario, fu vittima di una congiura. Il pontefice non intervenne con prontezza per avocare alla Santa Sede il governo diretto della città, ripiegando sulla concessione del vicariato al figlio del Riario, Ottaviano. Nell'autunno dello stesso anno Perugia si ribellò al dominio del Papa: la famiglia dei Baglioni cercò di rendersi completamente autonoma dal Papa. Innocenzo VIII si dimostrò invece magnanimo nei confronti di coloro che difesero lo Stato Pontificio, come ad esempio la comunità di Soriano nel Cimino che per la difesa della propria città contro il feudatario di Vignanello Pietro Paolo Nardini che voleva annetterla, togliendone così la sovranità al Papa, fu premiata con l'intitolazione Fidelitas che ancora oggi compare sullo stemma comunale e con l'esenzione dal pagamento dei tributi alla Camera Apostolica.

### Mecenatismo e opere realizzate a Roma
Innocenzo VIII commissionò diverse opere a vari pittori: Antonio Pollaiolo, Pinturicchio, Andrea Mantegna, il Perugino.
Opere architettoniche fatte realizzare a Roma:
- Cortile del Belvedere. Nel 1488 commissionò ad Andrea Mantegna la decorazione di una cappella personale in Belvedere con le gesta di San Giovanni Battista, che venne terminata nel 1490. Ora sul luogo del demolito (nel XVIII secolo) Belvedere si trovano i Musei Vaticani;
- Castello della Magliana.

### Morte e sepoltura

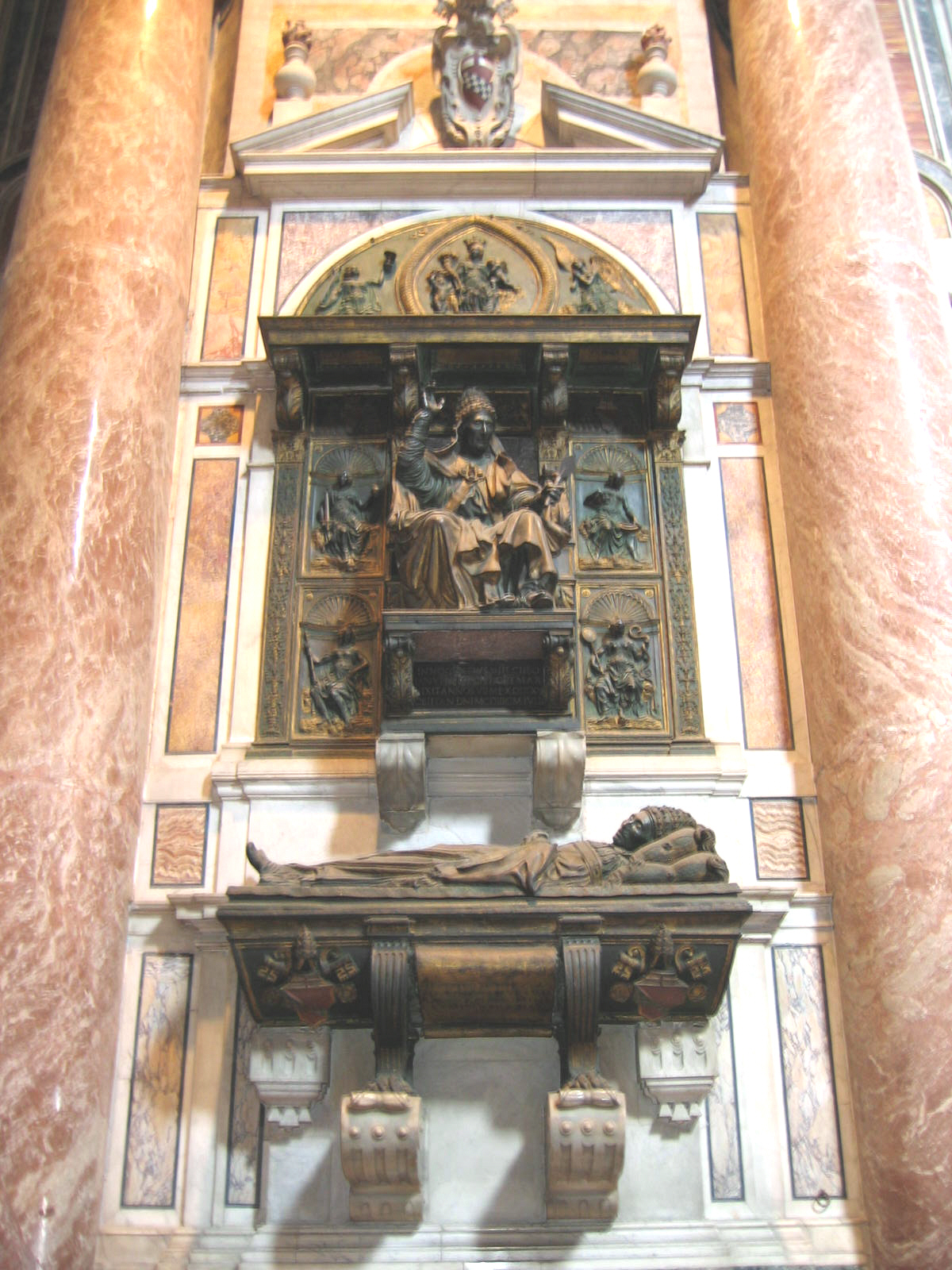
Tomba di Innocenzo VIII. Opera di Antonio del Pollaiolo (1498, Basilica di San Pietro in Vaticano).

Di salute malferma, durante il pontificato Innocenzo VIII fu spesso colto da malori. Più volte le sue condizioni apparvero così gravi che la sua morte sembrò davvero vicina. Il 25 luglio 1492, la sera del compimento del suo sessantesimo compleanno, papa Innocenzo VIII morì. Fu sepolto nella Basilica Vaticana, dove riposa ancora oggi. La sua è l'unica salma di un papa inumata originariamente nella Basilica costantiniana, che è stata conservata nella nuova basilica di San Pietro.
La morte di Innocenzo VIII sarebbe stata predetta pochi giorni prima da Ambrogio Varese da Rosate, famoso archiatra di Ludovico il Moro, duca di Milano e figlio di Francesco Sforza, a cui il Pontefice si era rivolto per venire a conoscenza del proprio stato di salute.
Molti sono gli errori nelle date riportate sulle due lapidi presenti nel monumento funebre in San Pietro. Nel terzo verso dell'iscrizione superiore infatti si legge "VIXIT ANNOS VII· ME· X· DI· XXV" (visse anni sette, mesi dieci, giorni venticinque). Il verbo VIXIT (visse) non può ovviamente riguardare l'età, ma il periodo che visse come pontefice, e in ogni caso anche i giorni sono errati. Nel quarto verso poi è sbagliato l'anno della morte, 1492, riportato come MCDIIIC (1497). È forse a causa di questa data di morte errata che l'iscrizione sottostante, fatta posare nel 1621 dal pronipote Alberico Cybo in occasione della traslazione del monumento funebre, presenta un altro errore, la frase "NOVI ORBIS SVO AEVO INVENTI GLORIA" (Nel suo pontificato, la gloria della scoperta del nuovo mondo). Tuttavia, la partenza di Cristoforo Colombo, da Palos de la Frontera, avvenne il 3 agosto 1492, alcuni giorni dopo la morte del Pontefice. Il giornalista Ruggero Marino ha spiegato il fatto ipotizzando che Innocenzo VIII abbia esercitato il ruolo di protettore del genovese Cristoforo Colombo.

### Concistori per la creazione di nuovi cardinali
Papa Innocenzo VIII durante il suo pontificato tenne un concistoro nell'ambito del quale creò otto cardinali.

## Innocenzo VIII nella storiografia
Un'importante fonte che illumina i fatti salienti del Conclave del 1484 fu il Liber Notarum (italianizzato in Diario di Burcardo) del futuro cerimoniere pontificio Giovanni Burcardo, una cronaca delle vicende della corte pontificia dalla morte di Sisto IV fino al 1506, anno della morte dell'autore. Secondo quanto ci ricorda il Burcardo, il Conclave fu un luogo in cui regnò la simonia, la corruzione morale e le norme prescritte dai decreti papali sulle norme per i porporati da tenersi nei Conclavi (la Ubi Periculum di Gregorio X, per esempio) furono pressoché ignorate.
Al contrario dei Riario e dei Borgia, i Cybo non ebbero solide ambizioni politiche, ma soltanto il desiderio di vivere in condizioni principesche finché, almeno, fosse rimasto in vita Innocenzo VIII. Il clima di corruzione, facilitato anche dalla creazione di nuovi uffici papali, aveva toccato livelli allarmanti e, a tale riguardo, Jacob Burckhardt nel suo libro La civiltà del Rinascimento in Italia descrive il comportamento riprovevole del Papa e di suo figlio Franceschetto Cybo:
(Jacob Burckhardt, La civiltà del Rinascimento in Italia, cit., Parte I, pp. 126-127)
La diceria per cui al pontefice moribondo sarebbe stata praticata una trasfusione usando il sangue prelevato da tre ragazzini di dieci anni, appositamente acquistati e che sarebbero poi morti la sera stessa per colpa della flebotomia, e che viene via via riproposta, fu puntigliosamente confutata già da Ludwig von Pastor - che, a parte una nota dello storico Stefano Infessura (1435 circa – 1500 circa) che accusava di tale nefandezza il medico ebreo del pontefice (ovvero, l'archiatra), Giacomo di San Genesio, probabilmente con finalità antisemite, non ne trovò traccia in alcun'altra fonte coeva - ed è da respingere come storicamente infondata.

## Discendenza di Innocenzo VIII
Nel corso della sua vita Giovanni Battista Cybo ebbe almeno sette figli, ma solo due furono riconosciuti e legittimati, il che permise loro matrimoni di pregio:
1. Teodorina Cybo, che sposò il genovese Gherardo Usodimare, patrizio genovese e tesoriere generale di Santa Romana Chiesa, al quale diede Aranino Cybo, padre a sua volta di Gherardo Cybo e Scipione Cybo, e le figlie Battistina Usodimare, sposa di Luigi d'Aragona, e Peretta Usodimare (Roma 1478 - Genova 3 dicembre 1550), moglie in prime nozze di Alfonso I Del Carretto e in seconde di Andrea Doria;[30]
2. Franceschetto Cybo, che sposò Maddalena de' Medici, figlia di Lorenzo il Magnifico e sorella di Leone X. Egli fu padre fra gli altri di Lorenzo Cybo, il quale sposò Ricciarda Malaspina e dal loro matrimonio ebbe origine la dinastia Cybo-Malaspina, che governò fino al XVIII secolo Massa e Carrara. Tra gli esponenti di questo ramo si annovera anche Giulio I Cybo-Malaspina, il congiurato fatto decapitare per aver attentato alla vita di Andrea Doria.[30]

## Successione apostolica
La successione apostolica è:
- Cardinale Niccolò Cybo (1486)
- Cardinale Lorenzo Cybo de Mari (1486)
- Vescovo Jean Monissart (1486)
- Vescovo Udalrico Frundsberg (1488)
- Vescovo Augustin Kiebinger, C.R.S.A. (1491)

## Albero genealogico
|                     |   |                     | Genitori           |  |  | Nonni |  |  | Bisnonni                          |  |  | Trisnonni                           |  |
|                     |   |                     |                    |  |  |       |  |  | Alaone Cybo, II conte di Gragnano |  |  | Francesco Cybo, I conte di Gragnano |  |
|                     |   |                     |                    |  |  |       |  |  | Alaone Cybo, II conte di Gragnano |  |  | Francesco Cybo, I conte di Gragnano |  |
|                     |   | Moisetta Carmandini |                    |  |  |       |  |  | Alaone Cybo, II conte di Gragnano |  |  |                                     |  |
| Maurizio Cybo       |   |                     |                    |  |  |       |  |  | Alaone Cybo, II conte di Gragnano |  |  |                                     |  |
|                     |   | Nicoletta de Marini | Ambrogio de Marini |  |  |       |  |  |                                   |  |  |                                     |  |
|                     |   | Nicoletta de Marini | Ambrogio de Marini |  |  |       |  |  |                                   |  |  |                                     |  |
|                     |   | Nicoletta de Marini | …                  |  |  |       |  |  |                                   |  |  |                                     |  |
| Arano Cybo          |   | Nicoletta de Marini |                    |  |  |       |  |  |                                   |  |  |                                     |  |
|                     |   | …                   | …                  |  |  |       |  |  |                                   |  |  |                                     |  |
|                     |   | …                   | …                  |  |  |       |  |  |                                   |  |  |                                     |  |
|                     |   | …                   | …                  |  |  |       |  |  |                                   |  |  |                                     |  |
| Saracina Marocelli  |   | …                   |                    |  |  |       |  |  |                                   |  |  |                                     |  |
|                     |   | …                   | …                  |  |  |       |  |  |                                   |  |  |                                     |  |
|                     |   | …                   | …                  |  |  |       |  |  |                                   |  |  |                                     |  |
|                     |   | …                   | …                  |  |  |       |  |  |                                   |  |  |                                     |  |
| Innocenzo VIII      |   | …                   |                    |  |  |       |  |  |                                   |  |  |                                     |  |
|                     | … | …                   |                    |  |  |       |  |  |                                   |  |  |                                     |  |
|                     | … | …                   |                    |  |  |       |  |  |                                   |  |  |                                     |  |
|                     | … | …                   |                    |  |  |       |  |  |                                   |  |  |                                     |  |
| Stefano de Mari     | … |                     |                    |  |  |       |  |  |                                   |  |  |                                     |  |
|                     |   | …                   | …                  |  |  |       |  |  |                                   |  |  |                                     |  |
|                     |   | …                   | …                  |  |  |       |  |  |                                   |  |  |                                     |  |
|                     |   | …                   | …                  |  |  |       |  |  |                                   |  |  |                                     |  |
| Teodorina de Mari   |   | …                   |                    |  |  |       |  |  |                                   |  |  |                                     |  |
|                     |   | …                   | …                  |  |  |       |  |  |                                   |  |  |                                     |  |
|                     |   | …                   | …                  |  |  |       |  |  |                                   |  |  |                                     |  |
|                     |   | …                   | …                  |  |  |       |  |  |                                   |  |  |                                     |  |
| Livia Maria Lercari |   | …                   |                    |  |  |       |  |  |                                   |  |  |                                     |  |
|                     |   | …                   | …                  |  |  |       |  |  |                                   |  |  |                                     |  |
|                     |   | …                   | …                  |  |  |       |  |  |                                   |  |  |                                     |  |
|                     |   | …                   | …                  |  |  |       |  |  |                                   |  |  |                                     |  |
|                     |   | …                   |                    |  |  |       |  |  |                                   |  |  |                                     |  |